# ونیکوی (تنسی)
ونیکوی (به انگلیسی: Unicoi) شهری در ایالت کشور ایالات متحده آمریکا است که جمعیت آن در سرشماری سال ۲۰۱۰ میلادی، ۳٬۶۳۲ نفر بوده‌است.